# Panipak Vongpattanakitová
Panipak Vongpattanakitová (thajsky พาณิภัค วงศ์พัฒนกิจ; * 8. srpna 1997 Surat Thani) je thajská taekwondistka. Měří 171 cm, váží 49 kg a soutěží v muší váze. 
Pochází z Bandonu v provincii Surat Thani. Její otec byl nadšený sportovní fanoušek a svým dětem říkal podle různých sportovních odvětví, na nejmladší Panipak vyšla přezdívka Tenis. Vystudovala Chulalongkornovu univerzitu a stala se důstojnicí Thajského královského letectva.
Taekwondu se věnuje od devíti let a v reprezentaci debutovala roku 2011. V roce 2013 byla juniorskou mistryní Asie. Získala zlatou medaili na Letních olympijských hrách mládeže 2014. Téhož roku vyhrála seniorské mistrovství Asie v taekwondu, titul obhájila v roce 2016. Dvakrát se stala mistryní světa, v roce 2015 a pak v roce 2019.
Na Letních olympijských hrách 2016 získala v kategorii do 49 kg bronzovou medaili, když prohrála pouze s celkovou vítězkou, Korejkou Kim So-hui. Na LOH 2020 v této váhové kategorii zvítězila, ve finále porazila Adrianu Cerezovou ze Španělska 11:10. Druhé olympijské zlato získala na LOH 2024 po finálovém vítězství nad Číňankou Kuo Čching 2:1 na sety. S bilancí dvou zlatých a jedné bronzové medaile je spolu s jihokorejskou reprezentantkou Hwang Kjong-son nejúspěšnější taekwondistkou olympijské historie. Je také prvním thajským sportovcem, který dokázal obhájit olympijské prvenství.
Vyhrála Grand Slam v letech 2018 a 2019 a dvanáct soutěží Grand Prix. Má také zlaté medaile z Univerziády v letech 2017, 2019 a 2023 a z Her jihovýchodní Asie 2017, 2019, 2021 a 2023. Ve své kariéře absolvovala 196 utkání, z nichž 173 vyhrála.